# Neoneura cristina
Neoneura cristina är en trollsländeart som beskrevs av Racenis 1955. Neoneura cristina ingår i släktet Neoneura och familjen Protoneuridae. Inga underarter finns listade i Catalogue of Life.